# Schweizer Badmintonmeisterschaft 1977
Die Schweizer Badmintonmeisterschaft 1977 fand am 6. und 7. Februar 1977 im Salle du Grand Venne in Lausanne statt. Es war die 23. Austragung der nationalen Titelkämpfe im Badminton in der Schweiz. Bronze in den Einzeldisziplinen gewannen Roland Heiniger und Kurt Schoch bei den Herren sowie Trudi Müller und Sonia Bolt bei den Damen.

## Finalergebnisse
| Disziplin    | Sieger                           | Finalist                    | Ergebnis           |
| ------------ | -------------------------------- | --------------------------- | ------------------ |
| Herreneinzel | Edy Andrey                       | Claude Heiniger             | 15-5, 15-4         |
| Dameneinzel  | Liselotte Blumer                 | Annette Schoch              | 11-3, 11-2         |
| Herrendoppel | Claude Heiniger Roland Heiniger  | Edy Andrey Kurt Schoch      | 15-10, 9-15, 15-12 |
| Damendoppel  | Liselotte Blumer Mireille Drapel | Annette Schoch Trudi Müller | 15-4, 15-5         |
| Mixed        | Edy Andrey Liselotte Blumer      | Kurt Schoch Mireille Drapel | 15-11, 15-9        |